# Türkiye 2. Futbol Ligi 1975/76
Die Türkiye 2. Futbol Ligi 1975/76 war die 13. Spielzeit der zweithöchsten türkischen Spielklasse im professionellen Männer-Fußball. Sie wurde am 7. September 1975 mit dem 1. Spieltag begonnen und am 23. Mai 1976 mit dem 30. und letzten Spieltag abgeschlossen.
In der Saison 1975/76 wurde die TFF 1. Lig wie in der Vorsaison auch in zwei Gruppen mit jeweils 16 Mannschaften unterteilt. Insgesamt spielten 32 Mannschaft in zwei Gruppen um den Aufstieg in die Süper Lig beziehungsweise gegen den Abstieg in die damals drittklassigen TFF 3. Lig. Die Tabellenersten beider Gruppen stiegen direkt in die höhere Süper Lig auf und die Mannschaften auf den letzten Tabellenplätzen in die untergeordneten drittklassigen 3. Lig ab.
Zu Saisonbeginn waren zu den von der vorherigen Saison verbleibenden 28 Mannschaften die zwei Absteiger aus der Süper Lig Samsunspor, Kayserispor und die zwei Aufsteiger aus der damals drittklassigen TFF 3. Lig Bandırmaspor, Elazığspor hinzugekommen. Elazığspor nahm damit das erste Mal am Wettbewerb der 2. Lig teil und Bandırmaspor kehrte nach einjähriger Abstinenz wieder in die 2. Lig zurück.
Mersin İdman Yurdu erreichte die Meisterschaft der Gruppe Rot und somit nach zweijähriger Abstinenz wieder die Teilnahme an der Süper Lig. In der Gruppe Weiß sicherte sich Samsunspor die Meisterschaft und damit den direkten Wiederaufstieg in die Süper Lig. Der türkische Fußballverband ließ durch ein Entscheidungsspiel zwischen den beiden Erstplatzierten den Meister der Liga bestimmen. In dieser Begegnung traf Samsunspor gegen Mersin İdman Yurdu an und konnte mit einem 3:1-Sieg die Meisterschaft für sich entscheiden. Der türkische Fußballverband erklärte aber im Nachhinein beide Vereine als Meister der TFF 1. Lig.
Zum Saisonende stiegen aus der Roten Gruppe Hatayspor und aus der Weißen Gruppe Kütahyaspor in die 3. Lig ab.

## Gruppe Rot (Kırmızı Grup)

### Tabelle
| Pl. | Verein                | Sp. | S  | U  | N  | Tore    | Diff. | Punkte |
| --- | --------------------- | --- | -- | -- | -- | ------- | ----- | ------ |
| 1.  | Mersin İdman Yurdu    | 30  | 14 | 11 | 5  | 039:170 | +22   | 39:21  |
| 2.  | Kayserispor (A)       | 30  | 15 | 5  | 10 | 040:190 | +21   | 35:25  |
| 3.  | MKE Kırıkkalespor     | 30  | 12 | 8  | 10 | 036:270 | +9    | 32:28  |
| 4.  | Konyaspor             | 30  | 11 | 10 | 9  | 023:190 | +4    | 32:28  |
| 5.  | Bandırmaspor (N)      | 30  | 12 | 8  | 10 | 037:360 | +1    | 32:28  |
| 6.  | DÇ Karabükspor        | 30  | 10 | 11 | 9  | 026:230 | +3    | 31:29  |
| 7.  | Kocaelispor           | 30  | 12 | 7  | 11 | 032:320 | ±0    | 31:29  |
| 8.  | Sarıyer GK            | 30  | 9  | 12 | 9  | 023:250 | −2    | 30:30  |
| 9.  | Gaziantepspor         | 30  | 10 | 9  | 11 | 019:210 | −2    | 29:31  |
| 10. | Eskişehir Demirspor   | 30  | 10 | 8  | 12 | 030:310 | −1    | 28:32  |
| 11. | Antalyaspor           | 30  | 9  | 10 | 11 | 033:450 | −12   | 28:32  |
| 12. | Gençlerbirliği Ankara | 30  | 8  | 11 | 11 | 026:240 | +2    | 27:33  |
| 13. | Denizlispor           | 30  | 10 | 7  | 13 | 021:270 | −6    | 27:33  |
| 14. | Malatyaspor           | 30  | 7  | 13 | 10 | 026:370 | −11   | 27:33  |
| 15. | Manisaspor            | 30  | 10 | 6  | 14 | 024:300 | −6    | 26:34  |
| 16. | Hatayspor             | 30  | 11 | 4  | 15 | 024:460 | −22   | 26:34  |

Platzierungskriterien: 1. Punkte – 2. Tordifferenz – 3. geschossene Tore – 4. Direkter Vergleich (Punkte, Tordifferenz, geschossene Tore)
| (A) | Absteiger aus der 1. Lig 1974/75                     |
| (N) | Neuaufsteiger aus der Türkiye 3. Futbol Ligi 1974/75 |

### Kreuztabelle
Die Kreuztabelle stellt die Ergebnisse aller Spiele dieser Saison dar. Die Heimmannschaft ist in der linken Spalte, die Gastmannschaft in der oberen Zeile aufgelistet.
| 2012/13 Gruppe Rot    | Mersin İdman Yurdu |     | MKE Kırıkkalespor | Konyaspor | Bandırmaspor | DÇ Karabükspor | Kocaelispor | Sarıyer GK | Gaziantepspor | Eskişehir Demirspor | Antalyaspor | Gençlerbirliği Ankara | Denizlispor | Malatyaspor | Manisaspor | Hatayspor |
| --------------------- | ------------------ | --- | ----------------- | --------- | ------------ | -------------- | ----------- | ---------- | ------------- | ------------------- | ----------- | --------------------- | ----------- | ----------- | ---------- | --------- |
| Mersin İdman Yurdu    |                    | 1:0 | 1:1               | 0:0       | 1:0          | 5:1            | 0:2         | 3:0        | 3:0           | 1:0                 | 5:2         | 2:1                   | 1:0         | 3:1         | 4:0        | 1:0       |
| Kayserispor           | 2:0                |     | 2:1               | 3:0       | 3:0          | 1:0            | 2:0         | 2:0        | 1:0           | 2:0                 | 6:0         | 1:0                   | 3:1         | 3:0         | 1:0        | 4:0       |
| MKE Kırıkkalespor     | 0:3                | 2:0 |                   | 0:0       | 2:0          | 0:0            | 2:0         | 2:1        | 3:1           | 1:0                 | 2:0         | 1:0                   | 4:1         | 4:0         | 0:1        | 4:0       |
| Konyaspor             | 1:1                | 0:0 | 0:0               |           | 2:0          | 1:0            | 1:0         | 2:0        | 2:0           | 1:0                 | 1:0         | 1:1                   | 1:0         | 0:0         | 2:1        | 2:0       |
| Bandırmaspor          | 1:0                | 2:2 | 4:0               | 1:0       |              | 0:0            | 1:1         | 1:0        | 1:2           | 3:2                 | 2:1         | 3:1                   | 3:1         | 1:1         | 2:1        | 1:0       |
| DÇ Karabükspor        | 1:0                | 1:0 | 2:0               | 2:1       | 1:2          |                | 2:0         | 0:0        | 0:0           | 0:0                 | 4:0         | 2:1                   | 1:0         | 1:1         | 1:0        | 4:0       |
| Kocaelispor           | 1:1                | 1:0 | 2:0               | 1:1       | 3:1          | 3:0            |             | 0:0        | 1:0           | 2:1                 | 1:1         | 3:0                   | 1:1         | 3:0         | 2:0        | 2:0       |
| Sarıyer GK            | 0:0                | 3:1 | 0:0               | 1:0       | 2:2          | 0:0            | 2:1         |            | 1:0           | 0:0                 | 2:2         | 1:0                   | 0:0         | 0:1         | 1:0        | 3:0       |
| Gaziantepspor         | 1:0                | 0:0 | 0:0               | 2:0       | 0:1          | 1:1            | 0:0         | 1:0        |               | 1:0                 | 2:0         | 1:0                   | 0:0         | 2:0         | 2:1        | 2:0       |
| Eskişehir Demirspor   | 0:0                | 1:0 | 1:1               | 1:0       | 2:2          | 1:0            | 1:0         | 2:3        | 1:1           |                     | 6:2         | 1:0                   | 1:1         | 1:0         | 1:0        | 2:0       |
| Antalyaspor           | 0:0                | 1:0 | 0:2               | 1:1       | 1:1          | 0:0            | 1:2         | 2:1        | 1:0           | 4:1                 |             | 1:0                   | 1:0         | 4:2         | 1:0        | 4:0       |
| Gençlerbirliği Ankara | 0:0                | 1:0 | 2:1               | 0:0       | 1:0          | 0:0            | 7:0         | 0:0        | 0:0           | 2:1                 | 0:0         |                       | 1:0         | 1:1         | 1:1        | 3:0       |
| Denizlispor           | 0:0                | 2:0 | 1:0               | 0:2       | 1:0          | 1:0            | 1:0         | 2:0        | 1:0           | 0:2                 | 0:0         | 0:1                   |             | 1:1         | 1:0        | 2:1       |
| Malatyaspor           | 1:1                | 0:0 | 3:2               | 1:0       | 0:0          | 2:0            | 3:0         | 0:0        | 1:0           | 1:1                 | 1:1         | 1:1                   | 0:2         |             | 2:1        | 1:1       |
| Manisaspor            | 0:1                | 0:0 | 1:0               | 2:1       | 3:2          | 1:1            | 1:0         | 1:1        | 2:0           | 2:0                 | 0:0         | 0:0                   | 1:0         | 2:1         |            | 1:0       |
| Hatayspor             | 1:1                | 2:1 | 1:1               | 1:0       | 2:0          | 2:1            | 2:0         | 0:1        | 0:0           | 1:0                 | 3:2         | 2:1                   | 2:1         | 1:0         | 2:1        |           |

## Gruppe Weiß (Beyaz Grup)

### Tabelle
| Pl. | Verein            | Sp. | S  | U  | N  | Tore    | Diff. | Punkte |
| --- | ----------------- | --- | -- | -- | -- | ------- | ----- | ------ |
| 1.  | Samsunspor (A)    | 30  | 17 | 9  | 4  | 042:160 | +26   | 43:17  |
| 2.  | Aydınspor         | 30  | 17 | 8  | 5  | 028:130 | +15   | 42:18  |
| 3.  | İskenderunspor    | 30  | 11 | 11 | 8  | 025:230 | +2    | 33:27  |
| 4.  | Rizespor          | 30  | 12 | 8  | 10 | 030:220 | +8    | 32:28  |
| 5.  | Vefa Istanbul     | 30  | 13 | 5  | 12 | 032:260 | +6    | 31:29  |
| 6.  | Çorumspor         | 30  | 10 | 11 | 9  | 022:240 | −2    | 31:29  |
| 7.  | Elazığspor (N)    | 30  | 12 | 6  | 12 | 029:330 | −4    | 30:30  |
| 8.  | Beykozspor        | 30  | 10 | 9  | 11 | 030:300 | ±0    | 29:31  |
| 9.  | Sivasspor         | 30  | 11 | 7  | 12 | 023:310 | −8    | 29:31  |
| 10. | Sakaryaspor       | 30  | 8  | 12 | 10 | 011:140 | −3    | 28:32  |
| 11. | Tirespor          | 30  | 9  | 10 | 11 | 020:250 | −5    | 28:32  |
| 12. | Altınordu Izmir   | 30  | 8  | 10 | 12 | 025:240 | +1    | 26:34  |
| 13. | Şekerspor         | 30  | 9  | 8  | 13 | 019:220 | −3    | 26:34  |
| 14. | Ankara Demirspor  | 30  | 8  | 8  | 14 | 020:270 | −7    | 24:36  |
| 15. | Konya İdman Yurdu | 30  | 8  | 8  | 14 | 025:350 | −10   | 24:36  |
| 16. | Kütahyaspor       | 30  | 6  | 12 | 12 | 017:330 | −16   | 24:36  |

Platzierungskriterien: 1. Punkte – 2. Tordifferenz – 3. geschossene Tore – 4. Direkter Vergleich (Punkte, Tordifferenz, geschossene Tore)
| (A) | Absteiger aus der 1. Lig 1974/75                     |
| (N) | Neuaufsteiger aus der Türkiye 3. Futbol Ligi 1974/75 |

### Kreuztabelle
Die Kreuztabelle stellt die Ergebnisse aller Spiele dieser Saison dar. Die Heimmannschaft ist in der linken Spalte, die Gastmannschaft in der oberen Zeile aufgelistet.
| 2012/13 Gruppe Weiß |     | Aydınspor | İskenderunspor | Rizespor | Vefa Istanbul | Çorumspor | Elazığspor | Beykozspor | Sivasspor | Sakaryaspor | Tirespor | Altınordu Izmir |     | Ankara Demirspor | Konya İdman Yurdu | Kütahyaspor |
| ------------------- | --- | --------- | -------------- | -------- | ------------- | --------- | ---------- | ---------- | --------- | ----------- | -------- | --------------- | --- | ---------------- | ----------------- | ----------- |
| Samsunspor          |     | 2:1       | 1:1            | 2:0      | 0:0           | 1:0       | 4:0        | 3:2        | 3:0       | 1:0         | 1:0      | 2:0             | 1:0 | 2:0              | 2:1               | 1:1         |
| Aydınspor           | 2:0 |           | 1:0            | 2:1      | 1:0           | 1:0       | 1:0        | 2:0        | 2:0       | 2:0         | 1:0      | 1:0             | 1:0 | 0:0              | 1:1               | 1:0         |
| İskenderunspor      | 2:1 | 2:0       |                | 3:1      | 2:1           | 1:0       | 1:1        | 0:0        | 3:0       | 2:0         | 0:0      | 1:0             | 1:0 | 1:0              | 1:0               | 1:1         |
| Rizespor            | 0:0 | 1:0       | 2:0            |          | 2:0           | 0:0       | 2:0        | 1:0        | 3:0       | 0:0         | 2:0      | 1:1             | 1:0 | 2:0              | 2:0               | 2:0         |
| Vefa Istanbul       | 0:3 | 0:1       | 1:0            | 3:1      |               | 2:0       | 0:1        | 1:0        | 3:1       | 0:0         | 5:0      | 2:1             | 3:1 | 1:0              | 2:0               | 2:0         |
| Çorumspor           | 0:0 | 1:0       | 0:0            | 1:1      | 3:1           |           | 1:1        | 2:0        | 1:0       | 1:0         | 1:0      | 3:1             | 0:0 | 1:0              | 2:0               | 0:0         |
| Elazığspor          | 0:2 | 0:1       | 2:0            | 1:0      | 1:0           | 0:0       |            | 2:0        | 4:1       | 1:0         | 1:0      | 2:0             | 0:0 | 1:0              | 3:0               | 2:1         |
| Beykozspor          | 0:4 | 1:1       | 0:0            | 1:0      | 0:1           | 4:1       | 2:1        |            | 1:0       | 0:0         | 2:1      | 0:0             | 0:0 | 1:0              | 3:0               | 6:0         |
| Sivasspor           | 1:1 | 1:0       | 0:0            | 1:0      | 3:1           | 1:0       | 4:0        | 2:1        |           | 0:1         | 0:0      | 1:0             | 1:0 | 1:0              | 1:1               | 2:1         |
| Sakaryaspor         | 0:1 | 0:0       | 0:0            | 1:0      | 1:0           | 2:0       | 1:0        | 0:0        | 1:1       |             | 1:0      | 0:0             | 0:1 | 0:0              | 1:0               | 1:0         |
| Tirespor            | 1:0 | 0:1       | 0:0            | 1:1      | 1:0           | 2:2       | 0:0        | 3:1        | 2:0       | 1:0         |          | 1:1             | 0:0 | 2:0              | 1:1               | 1:0         |
| Altınordu Izmir     | 1:2 | 0:0       | 2:0            | 1:1      | 1:1           | 0:0       | 3:1        | 0:1        | 1:0       | 0:0         | 0:0      |                 | 1:0 | 2:0              | 3:0               | 4:0         |
| Şekerspor           | 1:0 | 1:2       | 2:2            | 1:0      | 0:0           | 4:0       | 2:1        | 1:1        | 0:0       | 1:0         | 2:0      | 0:2             |     | 0:1              | 1:0               | 1:0         |
| Ankara Demirspor    | 1:1 | 1:1       | 2:0            | 1:1      | 0:1           | 1:2       | 2:2        | 2:0        | 1:0       | 1:0         | 0:1      | 2:0             | 1:0 |                  | 1:0               | 1:1         |
| Konya İdman Yurdu   | 1:1 | 1:1       | 2:0            | 1:2      | 1:0           | 1:0       | 3:1        | 1:2        | 0:1       | 1:1         | 2:1      | 1:0             | 2:0 | 1:1              |                   | 3:0         |
| Kütahyaspor         | 0:0 | 0:0       | 3:1            | 1:0      | 1:1           | 0:0       | 2:0        | 1:1        | 0:0       | 0:0         | 0:1      | 1:0             | 1:0 | 2:1              | 0:0               |             |

## Meisterschaftsbegegnung
Der türkische Fußballverband ließ durch ein Entscheidungsspiel zwischen den beiden Erstplatzierten den Meister der Liga bestimmen. In dieser Begegnung trat Samsunspor gegen Mersin İdman Yurdu an und konnte durch einen 3:1-Sieg die Meisterschaft gewinnen. Der türkische Fußballverband erklärte aber im Nachhinein beide Vereine als Meister der TFF 1. Lig.
| Samsunspor                                                     | Samsunspor | Mersin İdman Yurdu | Mersin İdman Yurdu |
| -------------------------------------------------------------- | --- | --- | ------------------ |
| Samsunspor                                                     | \| Meisterschaftsfinale \| \| 30. Mai 1977 um 18:00 Uhr in Ankara (Ankara 19 Mayıs Stadyumu) \| \| Ergebnis: 3:1 (1:0) \| \| Schiedsrichter: Teoman Parer \| \| Spielbericht \|                 | \| Meisterschaftsfinale \| \| 30. Mai 1977 um 18:00 Uhr in Ankara (Ankara 19 Mayıs Stadyumu) \| \| Ergebnis: 3:1 (1:0) \| \| Schiedsrichter: Teoman Parer \| \| Spielbericht \|                                                  | Mersin İdman Yurdu |
| Samsunspor                                                     | Fevzi Serban – Hasan Arslan, Ömer Kuranel, Necdet İmrağ, Cazip Sezer – Turgay Kaynak (Orhan), Hüsamettin, Atakan, Temel Keskindemir – Osman Yılmaz, Ahmet Korkmaz Cheftrainer: Kamuran Soykıray | Atıf Öztoprak – Mehmet Dayan (Turhan Akça), Kemal Damkal, İbrahim Arayıcı – Tahir Temur, Hikmet Erön, Mehmet Can Mercan, Doğan Küçükduru, Zeki Temizer – Ayhan Öz, Levent Arıkdoğan (Kasım Özyamanoğlu) Cheftrainer: Kadri Aytaç | Mersin İdman Yurdu |
| Samsunspor                                                     | 1:0 Temel Keskindemir (6.) 2:0 Temel Keskindemir (67.) 3:1 Temel Keskindemir (89.) | 2:1 Zeki Temizer (78.) | Mersin İdman Yurdu |
| Samsunspor                                                     | MKE Ankaragücü ist durch diesen Sieg Meister der TFF 1. Lig geworden. | | Mersin İdman Yurdu |
| Meisterschaftsfinale                                           | | |                    |
| 30. Mai 1977 um 18:00 Uhr in Ankara (Ankara 19 Mayıs Stadyumu) | | |                    |
| Ergebnis: 3:1 (1:0)                                            | | |                    |
| Schiedsrichter: Teoman Parer                                   | | |                    |
| Spielbericht                                                   | | |                    |